# Aussichtsturm Loorenkopf
Der Aussichtsturm Loorenkopf steht auf dem Adlisberg in der Gemeinde Zürich im Kanton Zürich. Der Turm wurde 1954 durch den Verschönerungs-Verein Zürich errichtet.

## Situation
Der aus Holz erstellte Turm ist 33,32 Meter hoch, die Aussichtsplattform befindet sich in 30 Meter Höhe und wurde am 18. August 1954 eingeweiht. Dort befinden sich vier Sitzbänke und drei Panoramatafeln.
In ca. 15 Minuten führen Wanderwege vom Parkplatz an der Katzenschwanzstrasse zum Aussichtsturm. Die Aussichtsplattform wird über 152 Treppenstufen und 2 Zwischenpodeste erstiegen. Vom Turm aus bietet sich eine Aussicht vom Hörnli bis zum Pilatus. Neben dem Turm befinden sich eine Waldhütte, Feuerstellen und diverse Sitzgelegenheiten.

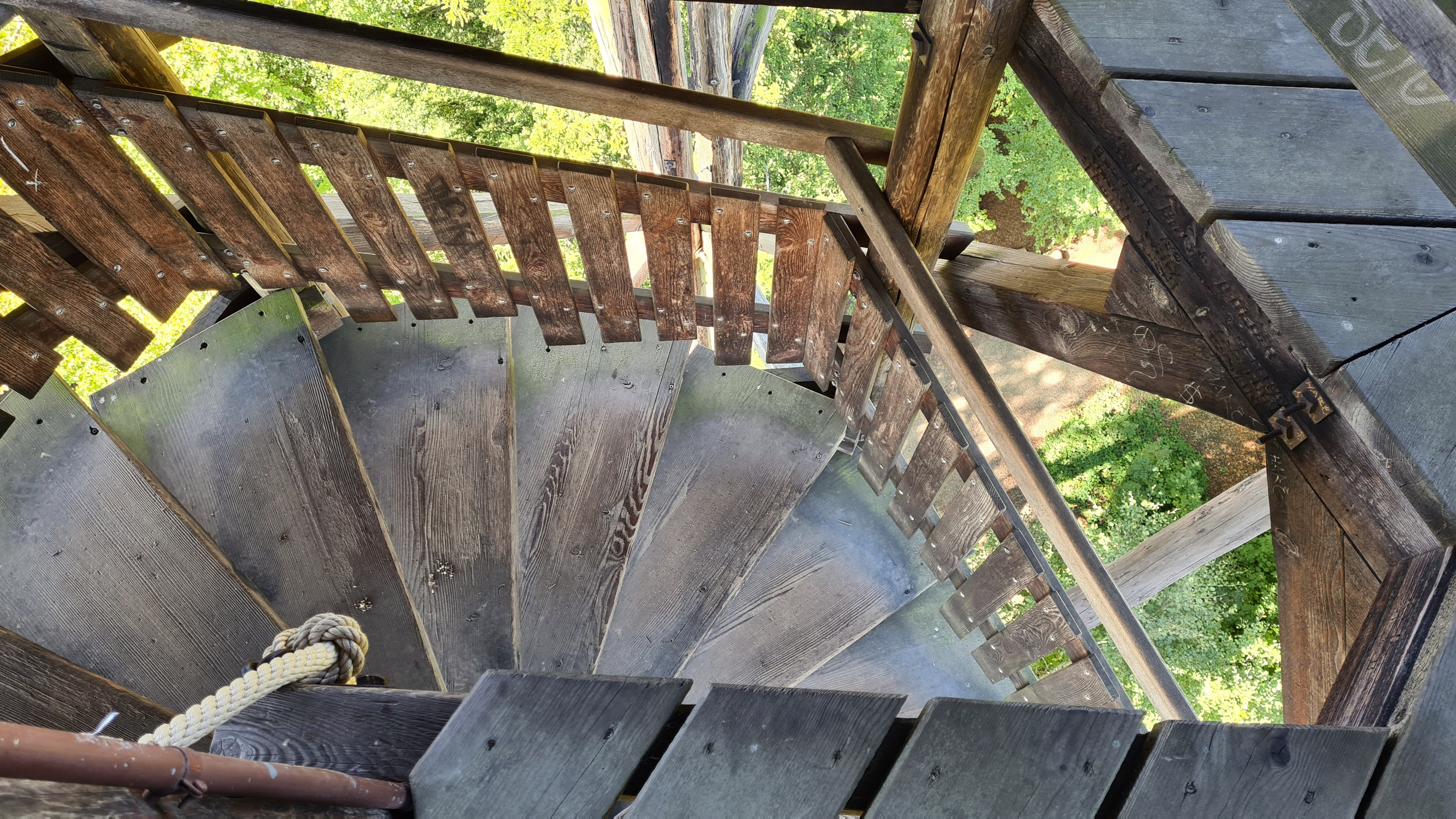
Treppen
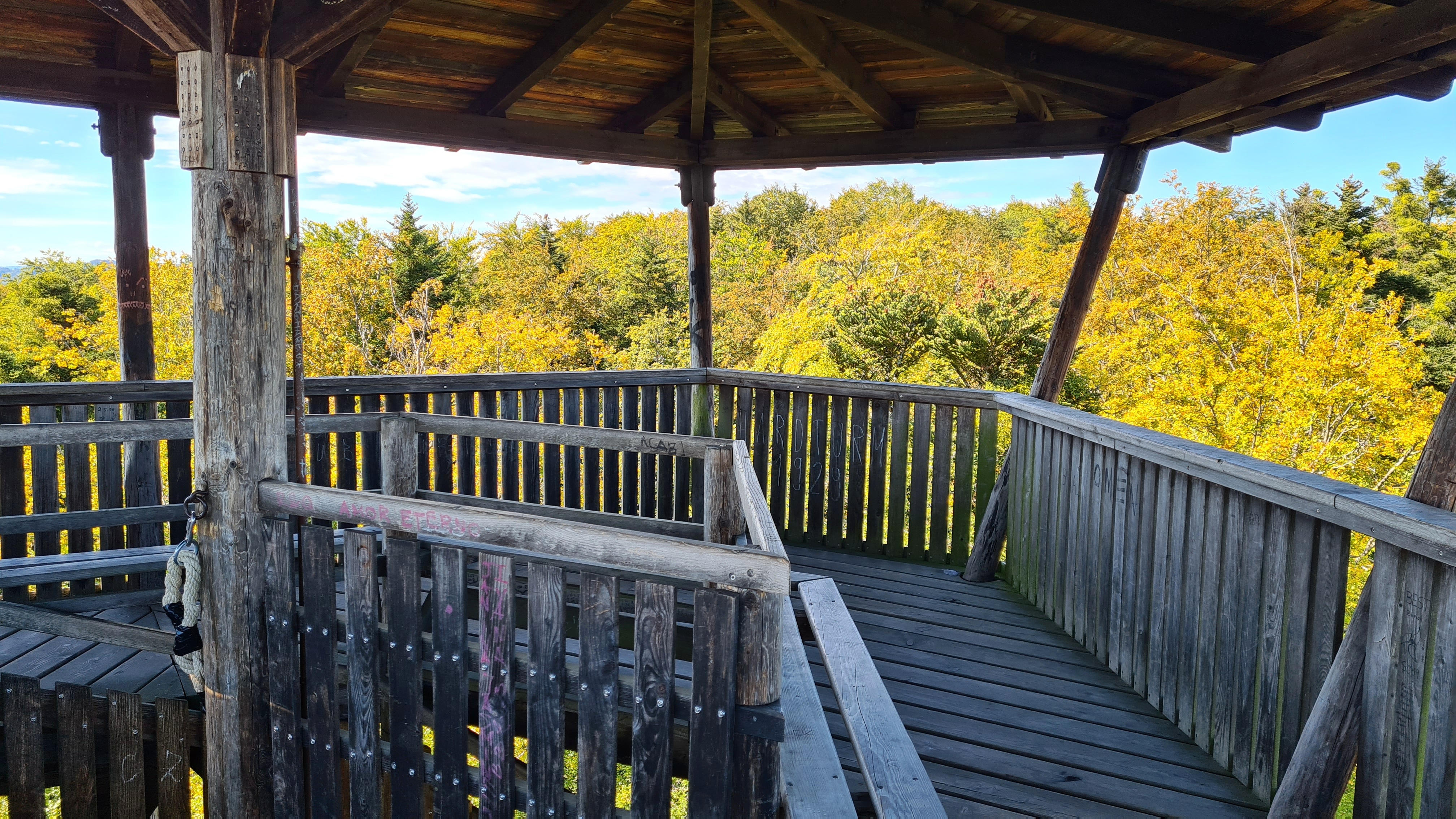
Aussichtsplattform
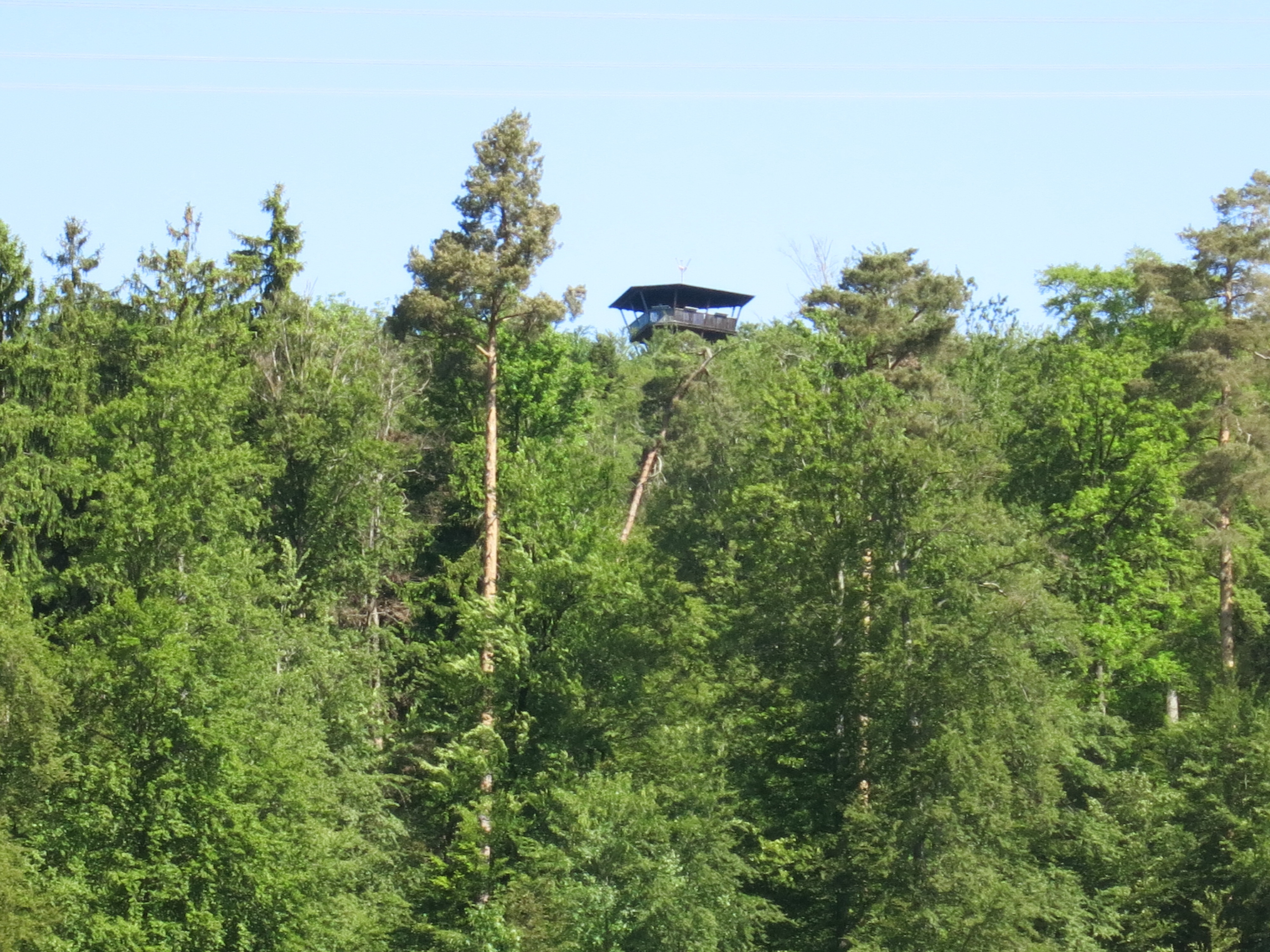
Aussichtsturm

## Geschichte
Lange wurde darüber diskutiert, an dieser Stelle einen Aussichtsturm zu errichten. Dazu wurden die verschiedensten Projekte eingereicht. 1878 hatte das städtische Forstamt auf dem Katzentisch beim Loorenkopf ein Gerüst erstellt, welches 1881 wegen Baufälligkeit wieder abgebrochen werden musste. Man entschied, künftig auf solche Turmbauten zu verzichten. Damit gab sich jedoch der Verschönerungs-Verein von Zürich und Umgebung (heute Verschönerungsverein Zürich VVZ) nicht zufrieden, denn immer wieder kam er darauf zu sprechen. 1938 schliesslich gelangte der Oberrichter und eben gewählte Gemeinderat Josef Baldesberger mit der folgenden Anfrage an den Stadtrat: «Der Stadtrat wird ersucht, erneut zu prüfen und Bericht darüber zu erstatten, wie die Aussicht vom Loorenkopf insbesondere auf das Seegelände und die Alpen bald wieder freigelegt werden kann.»
Die Anregung wurde nach einem Augenschein abschlägig beurteilt, was den Verschönerungsverein jedoch nicht davon abhielt, sich für ein Bauprojekt auf dem Loorenkopf einzusetzen. «Aber die Turm- und Aussichtsfreunde gaben einfach keine Ruhe, und im Herbst 1952 wurde gesprächsweise im Arbeitsausschuss des Verschönerungs-Vereins Zürich darüber verhandelt», wie 1954 rückblickend bemerkt wird. Unter vier Baufirmen wurde ein engerer Wettbewerb veranstaltet, den die Firma Dangel & Co. Zürich für sich entschied. Die Generalversammlung des VVZ vom Frühjahr 1953 bewilligte aus dem Legatenfonds einen Kredit von 40 000 Franken. Die behördlichen Bewilligungen und der Baurechtsvertrag wurden bis Ende 1953 erteilt.
Im Juni 1954 begannen die Bauarbeiten nach Plänen des aus Dübendorf stammenden Bauingenieurs Ernst Bosshard (1917–1981). Als Chefstatiker projektierte der später nach Argentinien ausgewanderte Bosshard übrigens unter anderem den damals höchsten Stahlbeton-Skelettbau der Welt, das 1950 fertiggestellte Edificio Alas in Buenos Aires. Am 6. August 1954 fand das Aufrichtefest statt; kurz darauf wurde der Loorenkopfturm eingeweiht. Dazu verkündet der Jahresbericht des VVZ 1954 stolz:

«Nachdem noch all die viele Kleinarbeit getan war, konnte der Turm am sonnigen Spätnachmittag des 18. August [1954] durch den Vorstand des VVZ und zahlreiche Gäste eingeweiht werden. Ihr Prominentester, Herr Stadtpräsident Emil Landolt, bestieg als Erster den Turm und nahm ihn als Geschenk des Vereins an die Bevölkerung Zürichs in deren Namen entgegen. Die Presse verbreitete in begeisterten Berichten die frohe Kunde unter der Bevölkerung der Stadt. Diese strömte an den folgenden Samstagen und Sonntagen in hellen Scharen dem neuen Ausflugsziele zu und freute sich an dem gelungenen Bau und der über Erwarten herrlichen Aussicht vom hohen Altan. Über die Zeit der Einweihung stellte die Confiserie Sprüngli eines ihrer Schaufenster in freundlicher Weise zur Verfügung, um darin nebst einigen Bildern von der Aussicht das Modell des Turmes auszustellen.»

## Technische Daten
- Baujahr: 1954
- Höhe der Turmspitze über Boden: 33,32 m
- Grundriss: dreieckig von je 9,8 m Seitenlänge
- In der Turmmitte Treppenbau mit Wendeltreppe von 152 Stufen
- Auf 30 m Höhe eine über das Tragwerk hinauskragende Plattform von 30 m² Fläche, überdacht
- An Material wurden verwendet: 14 m³ Rundholz, 17 m³ Kantholz, 1620 Stück Bauschrauben (900 kg Gewicht), 500 kg Verbindungsflacheisen, 288 Ringdübel